# Station Le Theil-de-Bretagne
Station Le Theil-de-Bretagne is een spoorweghalte in de Franse gemeente Le Theil-de-Bretagne. Zij wordt bediend door treinen van het netwerk TER Bretagne op het traject Rennes - Châteaubriant.